# Sinclair ZX Spectrum

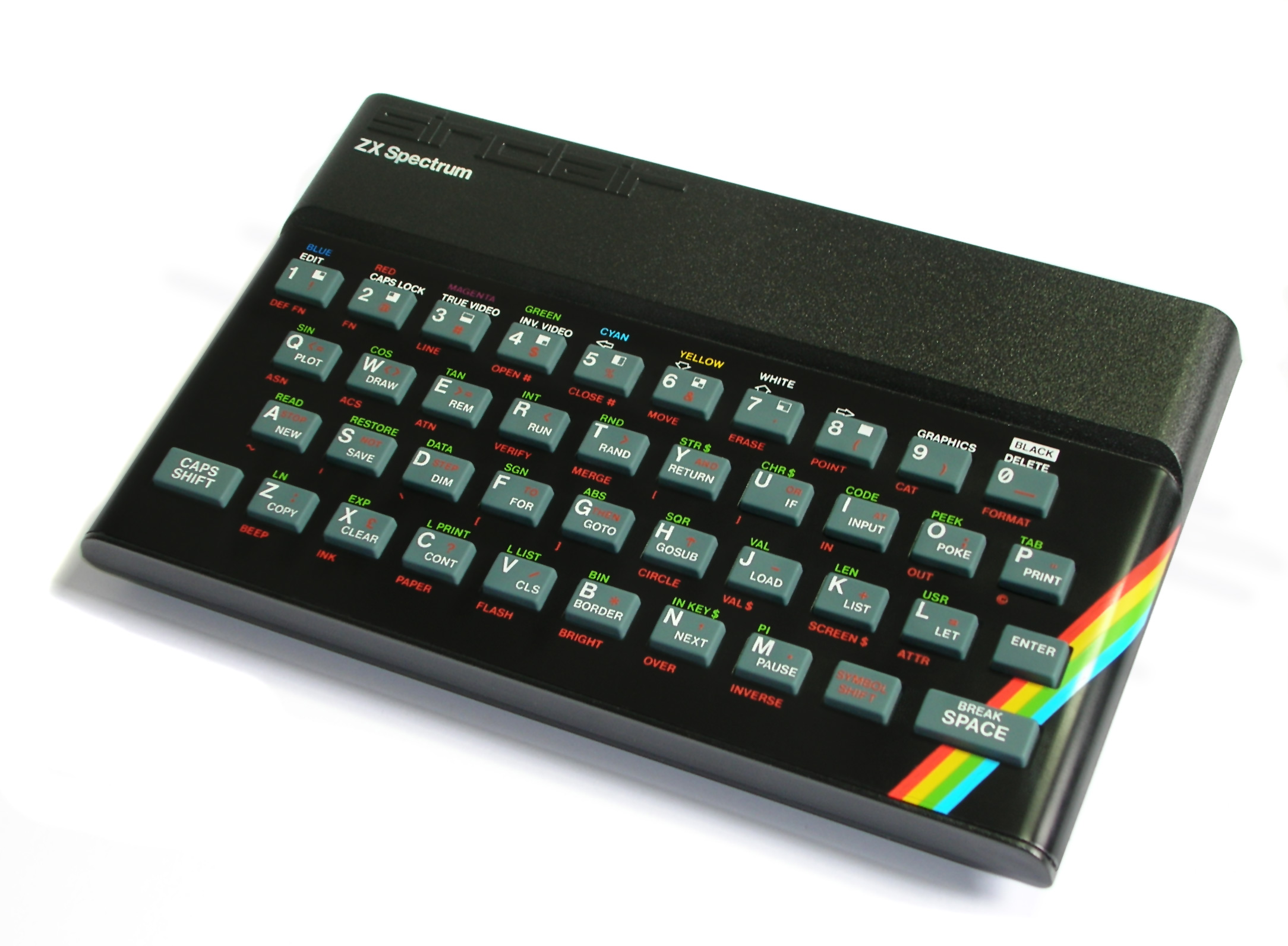
ZX Spectrum 48K

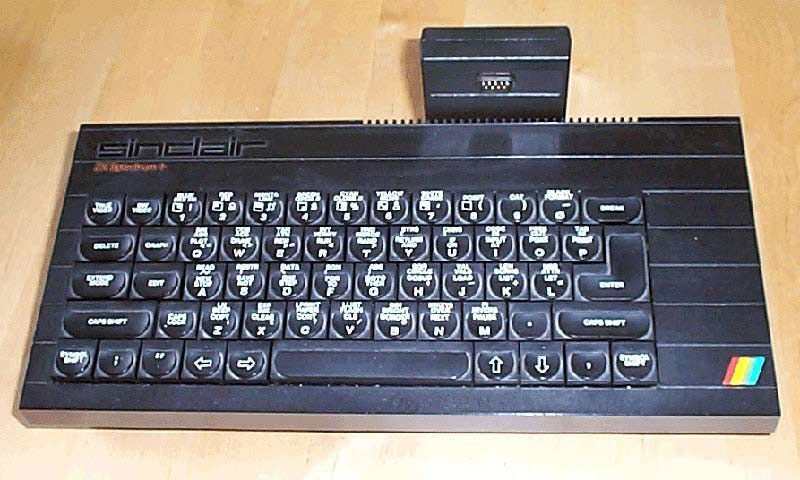
ZX Spectrum+ külső joystickillesztővel

A Sinclair ZX Spectrum egy nagy sikerű személyi számítógép, amit 1982-ben bocsátott ki a Sinclair Research az Egyesült Királyságban. Mikroprocesszora, a Zilog Z80-as 3,50 MHz-en futott. Az eredeti Spectrum 16 KiB vagy 48 KiB memóriával (RAM) rendelkezett (a bővítéshez rendelkezésre állt kiegészítő). A gép hardverét Richard Altwasser tervezte, a szoftvert pedig Steve Vickers, aki a Sinclair BASIC-et kifejlesztő Nine Tiles Ltd-nél dolgozott. A gép formáját Rick Dickinson alkotta meg. A számítógépet eredetileg a ZX80 és ZX81 család elnevezését követve ZX82-nek kívánták hívni, ám Sir Clive Sinclair – a gép színes képességeit hangsúlyozandó – a Spectrum nevet választotta.

## Leírás
Kijelzőként a tévét lehetett használni. Gumibillentyűin a Sinclair BASIC-kulcsszavai voltak, a gépelés könnyítése érdekében gyorsbillentyűként működve: a G billentyűt lenyomva például – programozási üzemmódban – a GOTO (menj) BASIC-utasítás jelent meg a képernyőn. A programokat és adatokat hagyományos audiokazettán lehetett tárolni. (Egy mai COD4 betöltése kb. 480 napig tartana, és kb. 7670db 90 perces kazettára férne rá.)
A Spectrum videomegjelenítési képességei megfelelőek voltak a saját idejében, bár mai szemmel nézve a felbontás igen kezdetlegesnek tűnhet. Karakteres módban 32 oszlopban 24 sor volt látható, 8 színből lehetett választani, amelyeknek normál és fényes (bright) üzemmódjuk volt, így összesen 15 árnyalat állt rendelkezésre (a fekete fényes árnyalata is fekete). Grafikus üzemmódban 256 × 192 pixeles felbontása volt, ugyanannyi színnel, mint karakteres módban. A Spectrum igen sajátos módon, egy 32 × 24-es négyzethálóban kezelte a színeket, külön a szövegtől vagy a grafikai adatoktól, de ugyanakkor egy karaktercellában továbbra is csak két színt lehetett megjeleníteni, amitől egyes játékoknál furcsa színátfolyásokat lehetett megfigyelni.
A Spectrum volt az első népszerűbb személyi számítógép az Egyesült Királyságban, hasonló jelentőségű, mint a Commodore 64 az Amerikai Egyesült Államokban (a C64 volt a fő riválisa a Spectrumnak Angliában is). Továbbfejlesztett változata jobb hanggal és grafikai képességekkel TS2068 néven jelent meg az USA-ban a Timex cég gyártásában.

## Típusok

### ZX Spectrum 16K/48K
Az első Spectrumot a Sinclair 1982-ben dobra piacra, és 16 KiB-os, illetve 48 KiB-os memóriakiszerelésben volt kapható. Mindkét modell 16 KiB ROM-mal rendelkezett, és a tulajdonosok számára a gép kis mérete és gumis billentyűzete vált emlékezetessé. A 16 KiB-os modellhez a hátsó bővítő interfészen keresztül egy 32 KiB-os külső RAM-modult lehetett csatlakoztatni, de később egy belső, 32 KiB-os RAM-bővítést is kiadtak. A belső bővítés 8 darab DRAM-ból és egy pár TTL chipből állt. Ahogy az már a ZX81 esetében is gyakran megtörtént, a külső RAM-bővítő könnyen kilazult, és ilyenkor a gépet gyakran figyelmeztetés nélkül kiakasztotta a lötyögő bővítő. A ZX Spectrum korlátozott, 16 színből álló színpalettával rendelkezett: 8 alapszín (fekete, kék, piros, magenta, zöld, cián, sárga és fehér) és ezek világos változatai. A képernyő minden egyes 8x8 pixeles „blokkja” ezek közül csak két színt tudott megjeleníteni: egyet a „tintának” (előtér, ink) és egyet a „papírnak” (háttér, paper). Ez a színütközés (color clash) néven ismert jelenség a Spectrum grafikájának egyik jelentős korlátja volt.
1982-ben a széles nagyközönség először juthatott hozzá egy megfizethető árú és jó képességekkel rendelkező személyi számítógéphez a Sinclair ZX Spectrum alakjában. Ez a gép rövidesen igen nagy (több milliós) példányszámot ért el, és gyakorlatilag számítástechnikai forradalmat indított el, aminek a nyomai még ma is láthatók.

### ZX Spectrum+
1984-ben a 48 KiB-os Spectrum új, Plus jelű változata (ZX Spectrum+) került forgalomba, amelyet a gumiharangok felett a Sinclair QL-éhez hasonló kialakítású műanyag billentyűzettel, passzív hűtéssel és egy reset gombbal láttak el. A doboz robusztusabb benyomást keltett, a space billentyű végre a helyére került, de a műanyag gombok és a gumiharangok alatt ugyanolyan, mérsékelten megbízható fólia volt található, mint a korábbi Spectrumokban. Utóbbiakhoz egyébként egy átalakító kit is forgalomba került, melynek segítségével át lehetett építeni a gépet a Plus házába.

### ZX Spectrum 128K

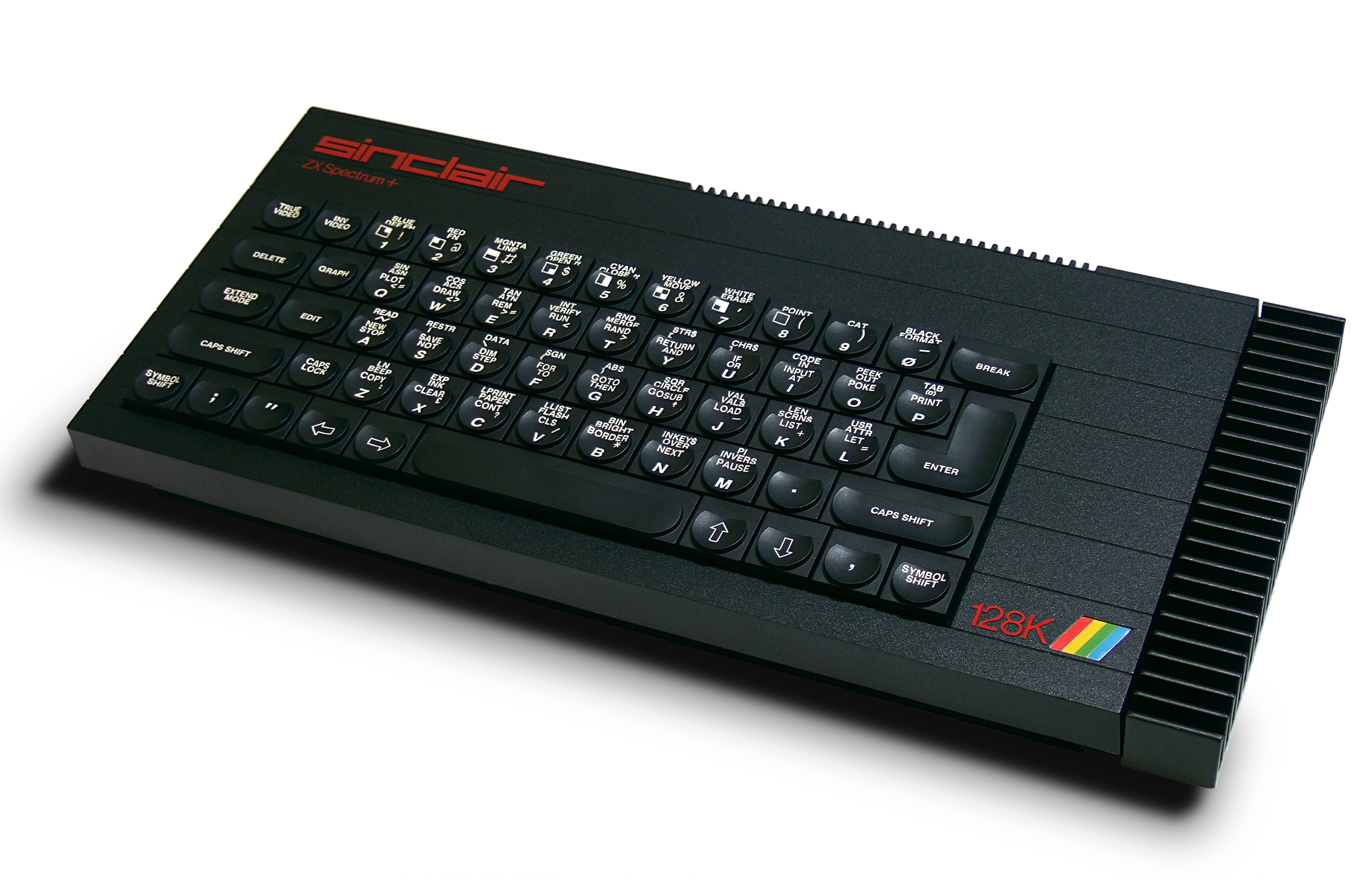
Sinclair ZX Spectrum 128K

A Spanyolországban 1985 őszén, Angliában 1986 januárjában bemutatott ZX Spectrum+ 128K változat volt a Sinclair Research Ltd. utolsó Spectrum-modellje, amelyet a Investronica cég segítségével fejlesztettek ki. Az új gép egy AY-3-812 chip révén háromcsatornás hangot, továbbá 128 KiB memóriát, MIDI-csatolási lehetőséget, egy RS-232 soros portot és egy RGB-monitorkimenetet kapott.
A 128 KiB-os modellben egy második 16 KiB-os ROM-chip is helyet kapott, amelyben az új, 128K BASIC programszerkesztő lapult, illetve egy olyan belső memóriaegység, amely a Z80-as processzor 64 KiB-s memóriakorlátait tudta megkerülni.
A ZX Spectrum 128K külső kialakítása a Plus modellével egyezik meg, azzal a különbséggel, hogy a gép oldalán hőelvezető funkciójú "hűtőbordák" találhatók. A gyűjtők között ma már igen népszerű, ritka számítógép erről kapta Toastrack becenevét.

### ZX Spectrum +2

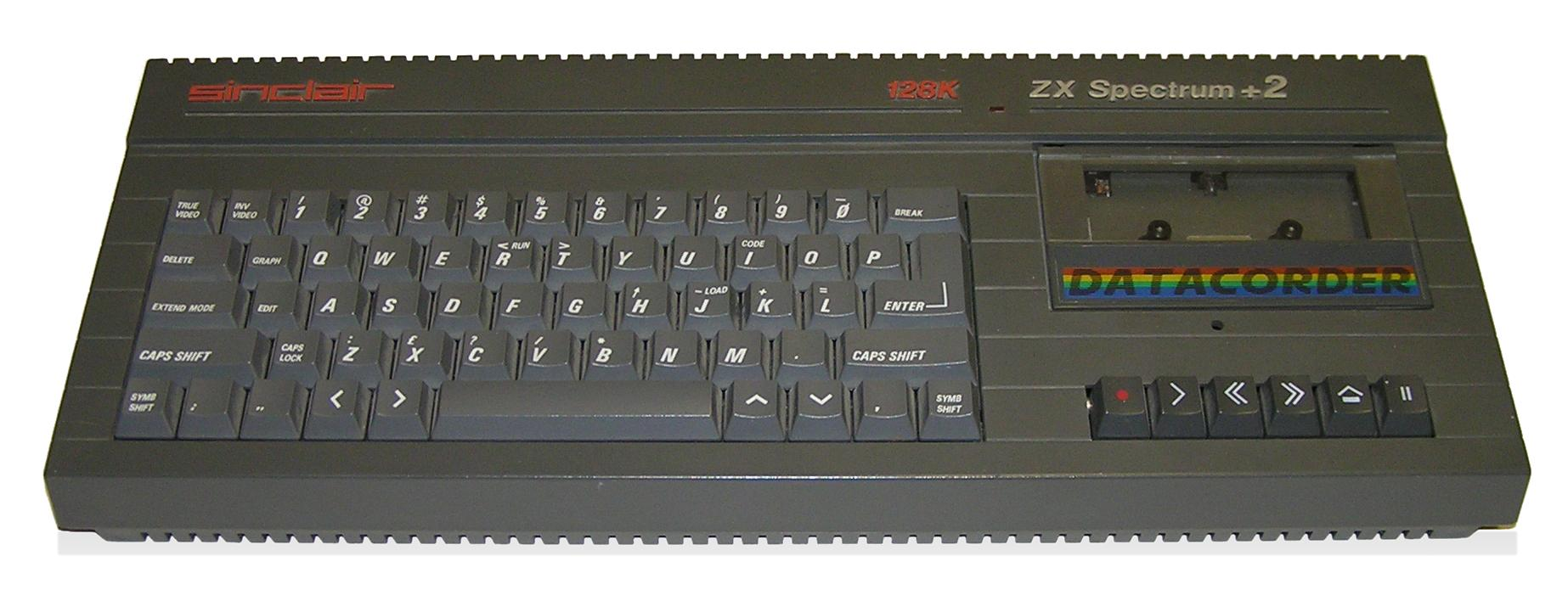
ZX Spectrum +2 (1986)

Nem sokkal azután, hogy az Amstrad Plc 1986 áprilisában megvásárolta a Sinclair számítógépes üzletágát a névhasználattal és valamennyi, szellemi alkotáshoz kapcsolódó joggal együtt, leállította a Sinclair QL gyártását és csak a Spectrum-sorozatra összpontosított, amelyet saját Amstrad CPC gépcsaládjához hasonlóan otthoni, játék célú felhasználásra fejlesztett tovább. 
Még ugyanezen év őszén piacra is került a ZX Spectrum +2, amely új, szürke színű borítást kapott, így ránézésre is különbözött az előző Spectrumoknál megszokott feketétől. A teljesen áttervezett gépházban elfért az új billenőrugós billentyűzet, két joystick-port és egy Datacorder névre keresztelt beépített magnetofon is, amely az Amstrad CPC 464 beépített adatmagnójával volt azonos. A magnetofontól, billentyűzettől és gépháztól eltekintve a +2 gyakorlatilag megegyezett a 128K-val, miközben külsőleg a CPC 464-esre emlékeztetett, bár külön funkció- és kurzorbillentyűk hiányában annál kisebb méretű volt. A +2-est Angliában a nagy áruházláncok különböző pack-okban is árulták (például: fénypisztollyal, James Bond pack), amelyek igen népszerűek voltak.

### ZX Spectrum +3

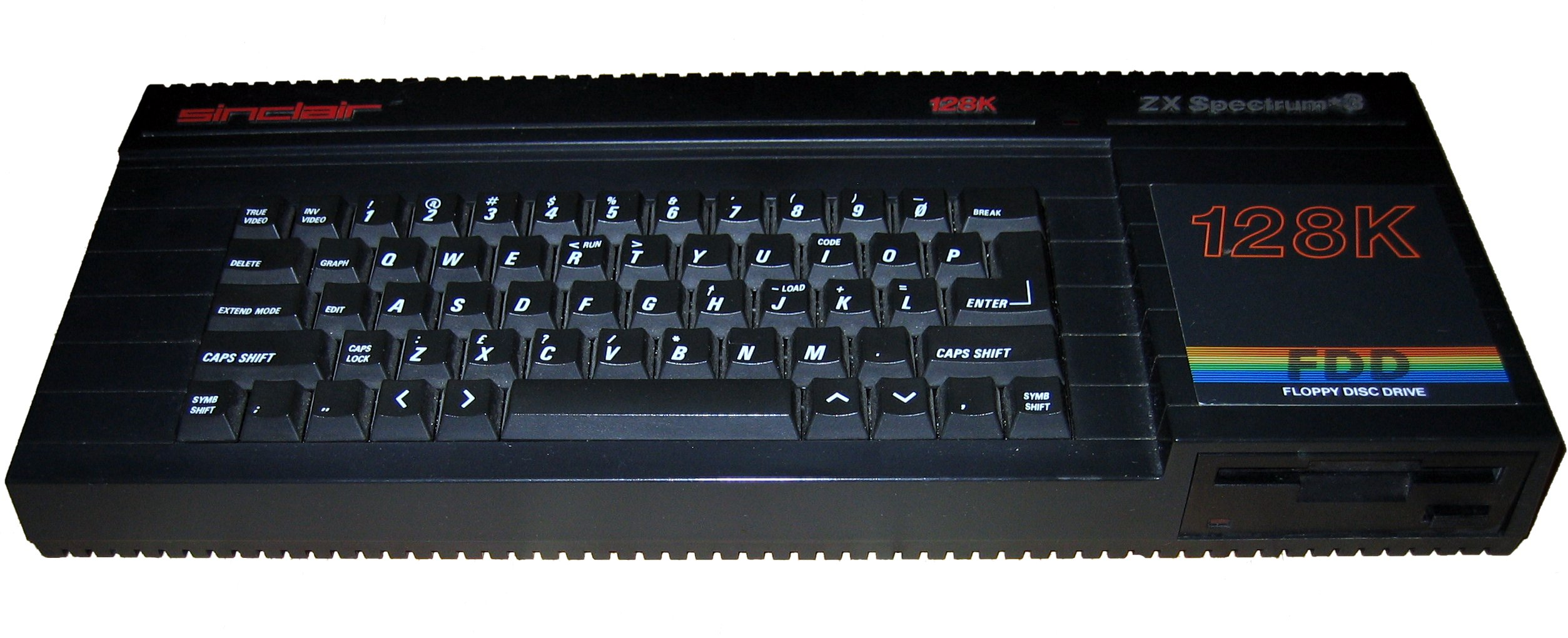
ZX Spectrum +3 (1987)

Az Amstrad 1987-ben elkészítette a ZX Spectrum beépített lemezegységes változatát is, amely a ZX Spectrum +3 nevet kapta. A 3-collos floppy meghajtó az Amstrad CPC 664/6128, valamint Amstrad PCW számítógépekével volt azonos. Az említett Amstrad gépekhez, valamint a Commodore 128-hoz hasonlóan a +3 esetében is külső hardver nélkül volt futtatható a CP/M operációs rendszer. 
A +3-ban további két 16 KiB-os ROM is helyet kapott, amelyek végül két 32 KiB-os chipen helyezkedtek el. Az egyikben a 128K ROM-ja futott, a másikon pedig a +3 lemezegységet kezelő új operációs rendszere. 
A mélyreható változtatások miatt több kompatibilitiási probléma is felütötte a fejét.
- A külső csatlakozóról több érintkező is hiányzott, amitől a korábbi gépekhez tervezett külső eszközök egy része kiakadt, bár egy ügyes szerkezettel egyes modelleknél ezen házilag lehetett javítani.
- Egy nem létező I/O port olvasásakor többé nem az utolsó attribútumot adta vissza, amitől egyes játékok, mint például a Sabre Wulf, nem működtek.
- A RAM-chipek időzítési konfliktusa miatt bizonyos gyors színváltások nem sikerültek.

Emellett a korai +3 változatokban tervezési hiba miatt a hang torz volt, amelyet a 4.1-es verziójú ROM-mal javítottak ki.

### ZX Spectrum +2A / +2B

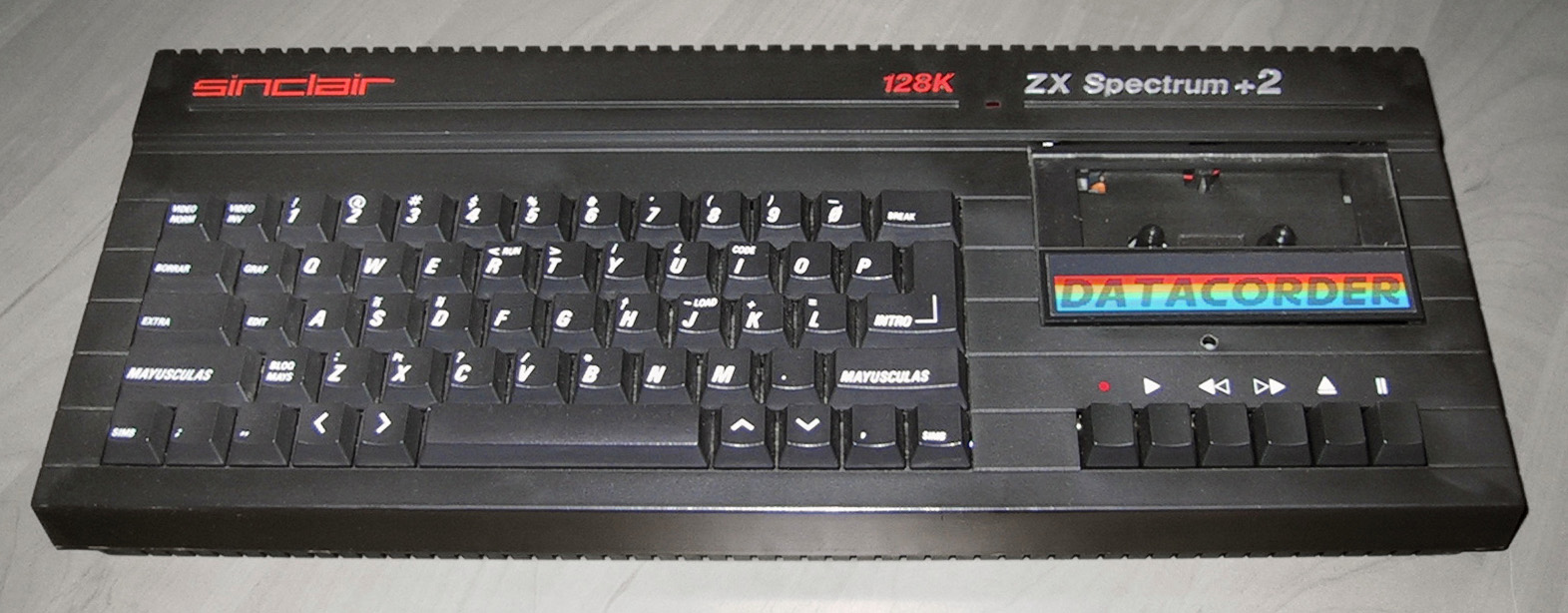
ZX Spectrum +2A

A szintén 1987-ben piacra dobott ZX Spectrum +2A-t az Amstrad azért készítette, hogy egységesítse a cég termékválasztékát. Bár a házon a „ZX Spectrum +2” szöveg szerepelt, a +2A/B könnyen megkülönböztethető az eredeti +2-től, mivel a gép háza ismét a szokásos Spectrum-fekete színt kapta.
A +2A-t az Amstrad +3 4.1-es ROM-mal ellátott változatából készítették. Az új alaplapon jelentősen csökkentették a chipek számát, mivel sokat egy új, alkalmazás-specifikus integrált áramkörbe (ASIC) vontak össze. A +2A-ból kikerült a +3 floppy meghajtója, illetve az ezzel kapcsolatos hardvereszközök, és az eredeti +2-höz hasonlóan egy belső magnetofont kapott. Az Amstrad azt tervezte, hogy egy kiegészítő lemezes meghajtót is fog majd a +2A/B-hez készíteni, de erre már nem került sor.
A +2A és B közötti különbség csupán annyi, hogy az előbbit Hongkongban, az utóbbit pedig már Tajvanon gyártották.

### Klónok

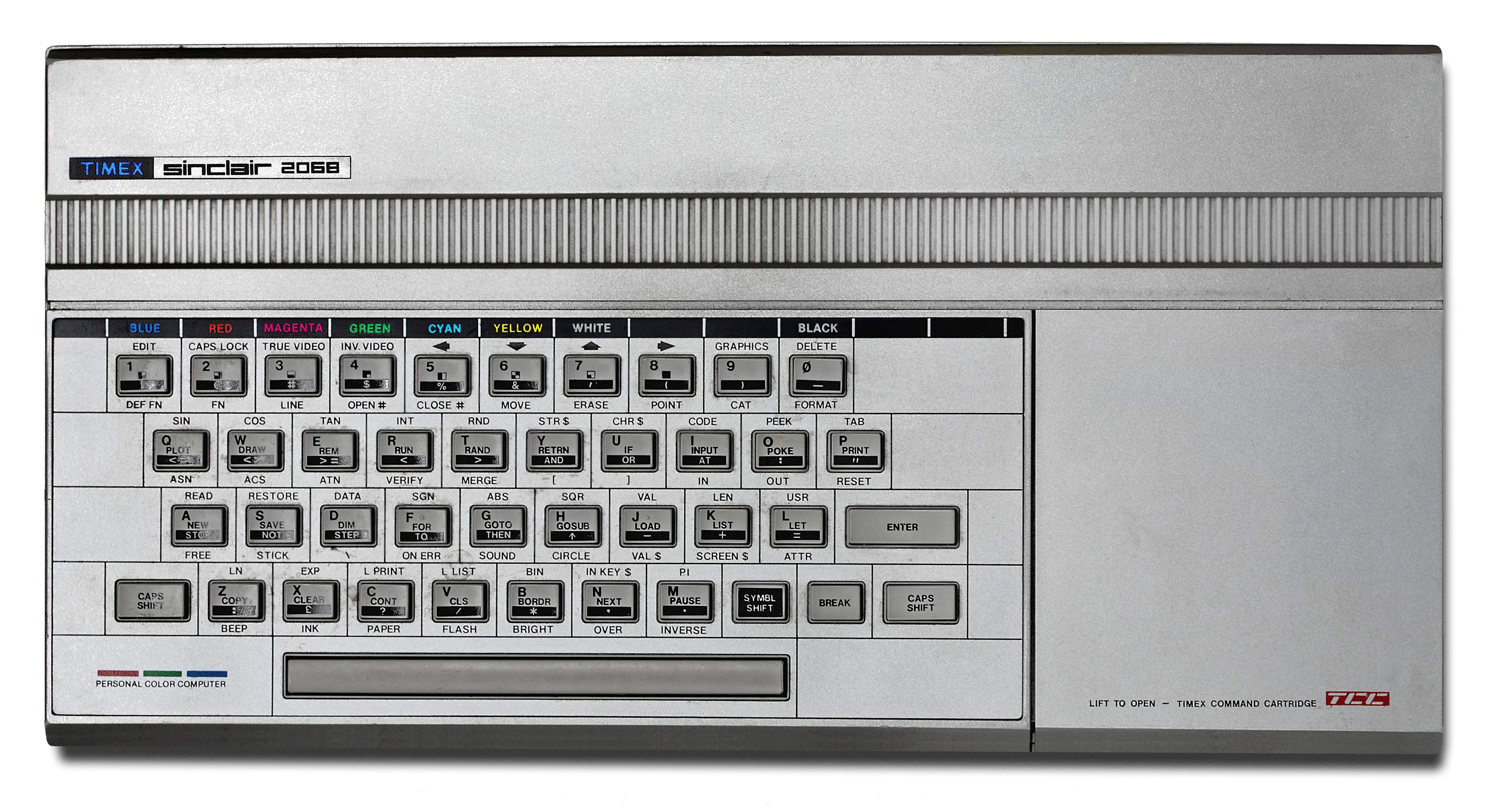
Timex Sinclair 2068 (1983), a negyedik, utolsó modell

A Sinclair a ZX81 és a ZX Spectrum számítógépek tervezési licencét átadta az amerikai Timex cégnek. Az együttműködés eredményeként 1982-ben elkészült a Timex Sinclair 1000 (TS1000), amely egy 2 KiB-ra bővített ZX81-klón volt, majd ennek a 16 KiB-os változata már komolyabb billentyűzettel (TS1500). 
A Spectrum alapú gépek közül a Timex Computer 2048 (TC2048) érdemel említést, amelyet Európában Portugáliában és (érdekes módon) a vasfüggöny mögötti Lengyelországban forgalmaztak, 1984-től. A Timex csúcsmodellje az 1983-ban az Egyesült Államokban bemutatott Timex Sinclair 2068 (TS2068, később TC2068) volt, amely később szintén piacra került Portugáliában és - a portugál leányvállalat közvetítésével - Lengyelországban is. Ez a gép sajnos csak kis részben volt kompatibilis a ZX Spectrummal, a programok nagy része nem volt rajta alapkiépítésben (emulátor cartridge nélkül) futtatható. Tetszetős külseje és játékcartridge-slotja miatt azonban mindenképp említésre érdemes különlegesség ez is.

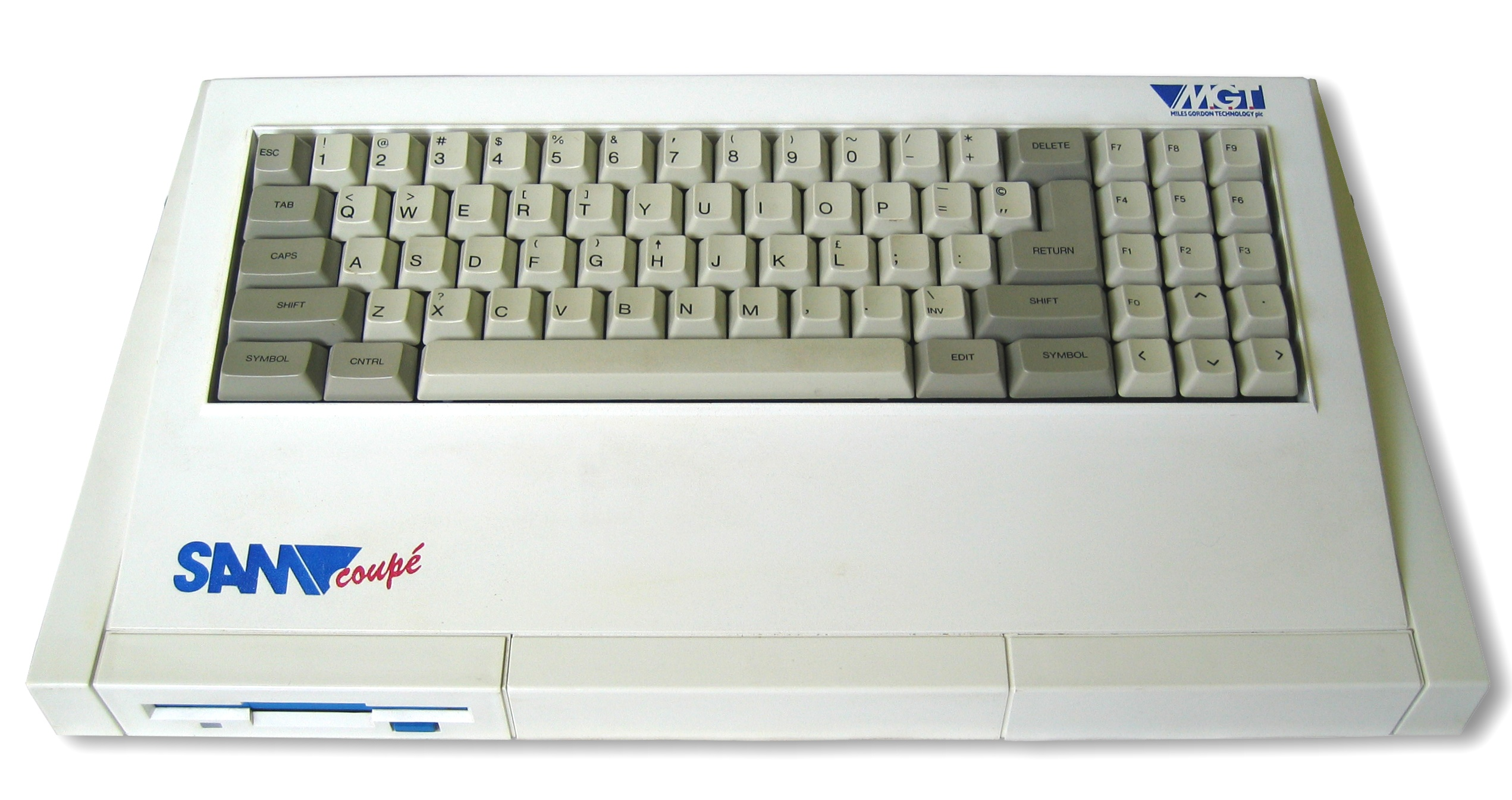
SAM Coupé

Az Egyesült Királyságban a Miles Gordon Technology (MGT) elkészítette a Spectrum leszármazottjaként beharangozott, kiváló grafikus és zenei képességekkel (és beépített 3.5 collos floppy meghajtóval) rendelkező SAM Coupét, amely az egyik legfejlettebb valaha gyártott 8 bites számítógép. Sajnos, mire 1990 év elején forgalomba került, a 16 bites házi számítógépek, elsősorban az Amiga és az Atari ST már olyan jelentős előnyben voltak, hogy nem volt esélye megkapaszkodni a piacon. Az MGT hamarosan csődöt jelentett, és az utódcégek (SAM Computers Ltd, West Coast Computers) is kudarcot vallottak.
A ZX Spectrumnak ezen felül szép számmal készültek nem licencelt klónjai is, kifejezetten Kelet-Európában és Dél-Amerikában. Ezen klónok egy részét a mai napig is gyártják, például a Peters Plus Ltd. Sprinter modelljét. A szovjet/orosz klónok közé tartozik a Kompanyon, a Hobbit, a Pentagon és a Scorpion. A brazil Microdigital készítette többek között a TK-90X és a TK-95 modelleket. Romániában a Tim-S és a HC-85 klónok készültek. Csehszlovákiában pedig Didaktik Gama es Didaktik M néven gyártották.

## Kiegészítők
A Spectrum-kiegészítők közül sokat maga a Sinclair értékesített – a Spectrum megjelenésekor már volt használható nyomtató, mivel a gép a ZX81 kommunikációs protokollját örökölte. Az Interface 1 csatolásával a gép egy sztenderd RS-232-es soros portot, egy saját formátumú helyi hálózati portot és egy Microdrive csatolót kapott. (A Microdrive egy végtelenített szalagú kazettás tároló volt, amelyből az Interface 1 akár egyszerre nyolcat is tudott csatlakoztatni. A gyors, bár egy kicsit megbízhatatlan háttértárolót később a Sinclair QL-ben is használták – és bár a két eszköz elektronikailag megegyezett, a QL által használt fájlformátum logikailag különbözött a Spectrumétól.) A Sinclair emellett elkészítette az Interface 2-t, amely két joystickporttal és egy ROM-kártya-porttal bővítette a Spectrum képességeit.
Az angol piacon a hivatalos Sinclair-kiegészítők mellett még számtalan illesztőt lehetett kapni. A leghíresebbek közé tartozik a Kempston joystickillesztő, a Currah Microspeech beszédszintetizátor és a Romantic Robot Multiface nevű memórialementő és disassembler egysége. Többféle lemezmeghajtót is lehetett csatlakoztatni, például a Miles Gordon-féle DISCiPLE és PlusD egységeket. Az 1980-as évek közepe felé Nagy-Britanniában a Micronet800 cég egy Prestel névre keresztelt online hálózati szolgáltatást indított be, amelyhez ZX Spectrumokat lehetett csatlakoztatni. A szolgáltatás bizonyos szempontokból az internethez is hasonlítható volt, de zárt szabványokon alapult, és használatáért előfizetési díjat számoltak fel.

## Szoftver
A Spectrum családhoz több mint 20 000 programot lehetett használni. A gép hardverkorlátai ellenére a szoftverválaszték meglehetősen széles körű volt – léteztek fordítóprogramok, szövegszerkesztők, adatbáziskezelők, rajzprogramok és természetesen játékok. A mai kor leghíresebb játékfejlesztői közül többen a ZX Spectrumon kezdték el az azóta magasra ívelt pályafutásukat: 
- Peter Molyneux, a Bullfrog Productions (Populous, Syndicate, Theme Park, Dungeon Keeper) és a Lionhead Studios (Black & White) alapítója
- Dave Perry, a Shiny Entertainment alapítója (Earthworm Jim, MDK, Enter the Matrix)
- Ultimate Play The Game (Jetpac, Atic Atac, Sabre Wulf), amely később Nintendo Entertainment Systemre, majd a Microsoft általi felvásárlás után Xbox-ra fejlesztett játékokat
- Matthew Smith (Manic Miner, Jet Set Willy)
- Jon Ritman (Match Day, Head over Heels)
- David Braben, a Frontier Developments alapítója ( Elite sorozat)

A Spectrumra írt szoftvereket audiokazettákon terjesztették. A szoftvert változó magasságú hangokkal képezték le, és egy program betöltése hangra hasonlított egy mai modem által kiadott hangokra. Egy átlagos 48 K-s program nagyjából 5 perc alatt töltődött be. A Spectrumot úgy tervezték, hogy szinte bármilyen kazettás magnetofonnal működjön, és az eltérő hangminőségek ellenére a programok betöltése meglehetősen megbízható volt.
A kazettákon túl a szoftvereket forráskód formájában a nyomtatott médiában, magazinokban vagy könyvekben is terjesztették. A forrás nagyrészt a Spectrum saját BASIC programozási nyelvében volt – az olvasó aprólékosan begépelte a programot, kazettára mentette és később is felhasználhatta. A BASIC-ben írt programok általában egyszerűbbek és lassabbak voltak a gépi kódban írtaknál, és általában csak legfeljebb kezdetleges grafikával rendelkeztek.
Magyarországon és más kelet-európai országokban emellett egyes Spectrum-programokat a informatikával foglalkozó műsorok a televízión keresztül sugároztak – ilyenkor a tévékészülék fülhallgatójára lehetett egyenesen rádugni a Spectrumot vagy egy felvételre állított magnetofont, és az adás végén hangjelként leadott programokat lehetett a gépbe beolvasni vagy magnetofonra venni. (Hazánkban ez 1986-tól pár évig volt, nem csak tévé hangcsatornáján, hanem rádión keresztül is. Először egy kis teljesítményű adóval Budapesten, majd a 3. műsorban [Bartók, az OIRT sávban].)
Mivel a kazetták élettartama korlátozott, az utóbbi években a spectrumos szoftverek nagy részét bedigitalizálták és letölthetővé tették. A programok digitalizálásához használt szoftverek közül a legnépesebb talán a Taper Archiválva 2008. szeptember 28-i dátummal a Wayback Machine-ben, mivel segítségével egy egyszerű magnetofont lehet egy Sound Blaster kártya bemenetéhez kapcsolni. Régebbi gépeknél még egy házi készítésű párhuzamos port átalakítót is lehetett használni. A digitális formátumú Spectrum-programot ezután a manapság használt platformok szinte mindegyikére elkészített emulátorral Archiválva 2012. április 3-i dátummal a Wayback Machine-ben lehet lefuttatni.
A Spectrumnak a mai napig is széles körben vannak rajongói. Mivel a gép viszonylag olcsó és könnyen programozható volt, a mai kor sok programozója és technológia iránti rajongója a Spectrummal kezdte, ezért még most is nosztalgiával emlékezik vissza a „régi szép időkre”. A Spectrum hardverkorlátai különleges kreativitást követeltek meg a játékíróktól, ezért egyes Spectrum-játékok még a mai világban is élvezhetőek.

## Műszaki adatok
- CPU
  - Zilog Z80A CPU, 3.54 MHz
- Memória
  - 16 KB ROM (BASIC: Spectrum 48K, +)
  - 32 KB ROM (BASIC, Editor: Spectrum 128K, +2)
  - 64 KB ROM (BASIC, Editor, szintaktikai ellenőrzés, DOS: Spectrum +3, +2A, +2B)
  - 48 KB RAM (Spectrum 48K, +)
  - 128 KB RAM (Spectrum 128K, +2, +3, +2A, +2B)
- Képernyő
  - Szöveges üzemmódban: 32 × 24 karakter
  - Grafikai üzemmódban: 256 × 192 pixel, 15 szín (8 × 8 pixelenként két szín)
- Hang
  - Csipogó (1 csatorna, 5 oktáv: Spectrum 16/48/+-nál belső hangszóró, a többieknél a tévékimeneten át)
  - AY-3-8912 chip (3 csatorna, 7 oktáv: Spectrum 128, +2, +2A, +3)
- I/O
  - Z80 busz (ki/be)
  - Magnetofon (audio, ki/be)
  - RF modulátoros televízió (ki)
  - Külső numerikus keypad (csak a spanyol Spectrum 128-nál)
  - RS-232, MIDI kimenet, RGB kimenet, joystick: Spectrum 128, +2, +2A, +3)
- Háttértároló
  - Külső kazettás magnetofon
  - Beépített magnetofon (Spectrum +2, +2A)
  - Beépített 3" floppymeghajtó (Spectrum +3)

## Kapcsolódó szócikk
- Spectrum Világ

## Külső hivatkozások

### Magyarul
- Speccyalista Szakportál
- Heti retro: A Sinclair ZX Spectrum (IDDQD, 2010. december 30.)
- Sinclair.lap.hu - linkgyűjtemény

### Angolul
- Relaxate Spectrum
- World of Spectrum
- Comp.sys.sinclair FAQ
- Mindent a Spectrumról
- Jasper Egy online Spectrum-emulátor Javában
- RWAP Software – használt eszközök és alkatrészek
- ZX Planet – Spectrum Heaven
- XZX-Pro – ZX Spectrum UNIX/Linux/Mac OS X alá
- Az old-computers.com oldala a Spectrumról
- Az eredeti ZX Spectrum reklámanyagainak beszkennelt képei[halott link]
- ZX Spectrum-os emlékek és emléktárgyak
- Sinclair ZX Spectrum-os könyvek, programok, kiegészítőeszközök és gépek

### Oroszul
- Zx Spectrum Demos (3000), Games (5000)